# Alterego
Alterego est un casque créé par le MIT (Massachusetts Institute of Technology) capable de capter les pensées verbalisées intérieurement par l'utilisateur. L'appareil est fixé autour de la tête, du cou et de la mâchoire et traduit les impulsions du centre de la parole de votre cerveau en mots sur un ordinateur, sans vocalisation.

## Principe
Le casque utilise 4 électrodes reliées à un ordinateur. Il se place sur le côté du visage.
Le procédé repose sur la capture des signaux neuromusculaires. Il peut capter les signaux correspondant aux mots pensés dans la tête avec une précision annoncée de 92 %.